# 償い (心理学)
償い（つぐない、英: Reparation）とは、メラニー・クラインによって用いられた、傷ついた内的世界に対する精神的修復を行う心理過程を指し示す用語である。対象関係論においては、償いは妄想-分裂ポジションから抑うつポジション—後者の痛みは償いへの促進を駆り立てる助けとなる—へと移る重要部分を表している。

## 躁的償い
クライニアンの考え方では、真の償いと躁的償い（Manic reparation）を区別しており、後者はそれを克服するのではなく、罪悪感に駆り立てられてなされるものである。躁的償いは刺激的な修復方法を用いることで、罪の意識を感じることからくる痛みと不安を拒絶する。それはまた件の対象に対する全能的支配を維持し、対象が別個の存在として在ることを拒絶する。

## 関連人物
- メラニー・クライン